# Liaocheng
Liaocheng är en stad på prefekturnivå i Shandong-provinsen i östra Kina. Den ligger omkring 96 kilometer väster om provinshuvudstaden Jinan. Kejsarkanalen flyter igenom staden.

## Administrativ indelning
Liaocheng indelas i ett stadsdistrikt, en stad på häradsnivå och sex härad:
- Stadsdistriktet Dongchangfu (东昌府区)
- Staden Linqing (临清市)
- Häradet Yanggu (阳谷县)
- Häradet Dong'e (东阿县)
- Häradet Chiping (茌平县)
- Häradet Gaotang (高唐县)
- Häradet Guan (冠县)
- Häradet Shen (莘县)

## Klimat
Genomsnittlig årsnederbörd är 671 millimeter. Den regnigaste månaden är juli, med i genomsnitt 215 mm nederbörd, och den torraste är januari, med 4 mm nederbörd.